# Hüttingen bei Lahr
Hüttingen bei Lahr là một đô thị thuộc huyện Bitburg-Prüm, bang Rhineland-Palatinate, Đức.